# Хамелеон Джексона
Хамелеон Джексона (Trioceros jacksonii) — представник роду Trioceros з родини хамелеонів. Має 3 підвиди. Інша назва «трирогий хамелеон».

## Опис
Загальна довжина сягає 30 см. Забарвлення яскраво-зелене, може змінювати колір на блакитний і жовтий, змінює його швидко в залежності від настрою, здоров'я і температури. Самці мають 3 коричневі роги: один на носі (ростральної ріг), який товстий, прямий. Паралельно з ним є 2 роги, які ростуть поміж очей. Ці роги тонкі, зігнуті униз. Самиці не мають рогів. Спина має пилкоподібну форму гребеня.

## Спосіб життя
Полюбляють вологі, прохолодні ліси. Зустрічається на висоті понад 3000 м. Хамелеони Джексона переважно харчуються дрібними комахами. Також вони полюють на ракоподібних (губоногі, рівноногі, двопарноногі багатоніжки), павуків, ящірок, невеликих птахів та равликів.
Це яйцеживородна ящірка. Вагітність триває 5—6 місяців. Самиця народжує від 8 до 30 живих дитинчат. Досягають статевої зрілості через 5 місяців

## Розповсюдження
Мешкає у Східній Африці.

## Підвиди
- Trioceros jacksonii jacksonii
- Trioceros jacksonii merumontanus
- Trioceros jacksonii xantholophus

## Екологія
Хамелеони Джексона є інвазивним видом для Гаваїв і вони створюють загрозу екосистемі островів. В основному вони харчуються комахами: Oliarus, Banza, гусеницями Hyposmocoma, жуками Oodemas, бабками Pantala тощо. Із равликів вони полюють на Achatinella, Auriculella, Lamellidea, Philonesia, Oxychilus alliarius. Їх вони ковтають цілком, разом із черепашкою. Хамелеони Джексона становлять особливу загрозу ендемікам, наприклад, представникам роду Achatinella.